# دانيال رودريغيز (لاعب كرة قاعدة)
دانيال رودريغيز (بالإسبانية: Daniel Rodríguez)‏ هو لاعب كرة قاعدة مكسيكي، ولد في 11 ديسمبر 1984 في كولياكان في المكسيك.

## وصلات خارجية
- دانيال رودريغيز على موقعبيزبول رفرنس.كوم (الدوري الثانوي) (الإنجليزية)